# Pontecchio Polesine
Pontecchio Polesine es una localidad y comune italiana de la provincia de Rovigo, región de Véneto, con 1.797 habitantes.

## Evolución demográfica
| Gráfica de evolución demográfica de Pontecchio Polesine entre 1861 y 2001 |
|                                                                           |
| Fuente ISTAT - elaboración gráfica de Wikipedia                           |